# 小行星4885
小行星4885（4885 Grange）是一颗绕太阳运转的小行星，为主小行星带小行星。该小行星于1980年6月10日发现。

## 轨道参数
小行星4885的轨道半长轴为2.4309531 UA，离心率为0.17。